# Catacomba Priscillei
Catacomba Priscillei este un monument paleocreștin din Roma. Catacomba a fost folosită ca loc de înhumare din secolul al II-lea până în secolul al IV-lea.